# St. Peter und Paul (Zapfendorf)

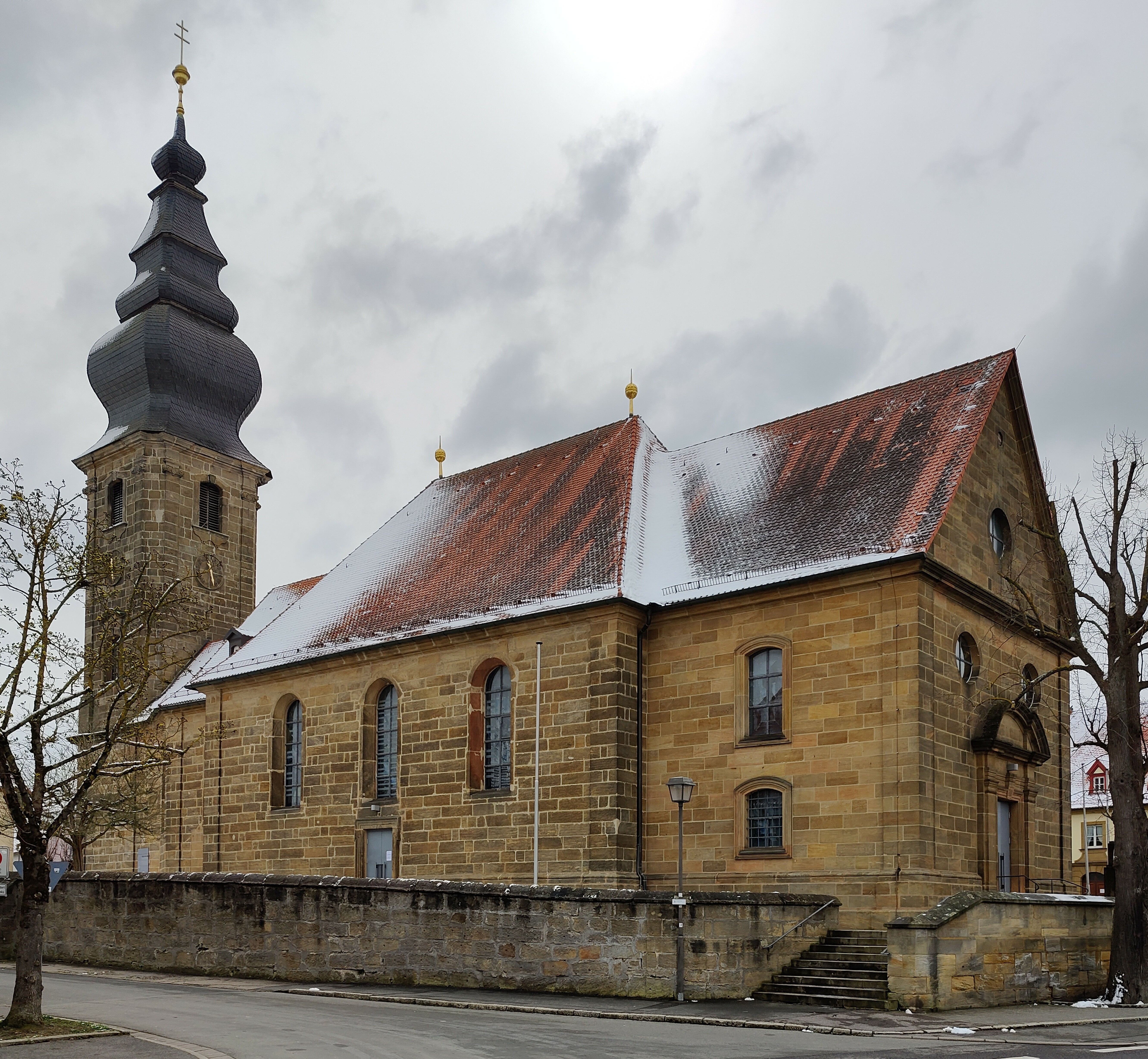
St. Peter und Paul (Zapfendorf)

Die römisch-katholische Pfarrkirche St. Peter und Paul steht in Zapfendorf, einem Markt im oberfränkischen Landkreis Bamberg (Bayern). Die denkmalgeschützte Kirche wurde 1736 geweiht. Die Pfarrei gehört zum Seelsorgebereich Main-Itz im Dekanat Bamberg des Erzbistums Bamberg.

## Beschreibung

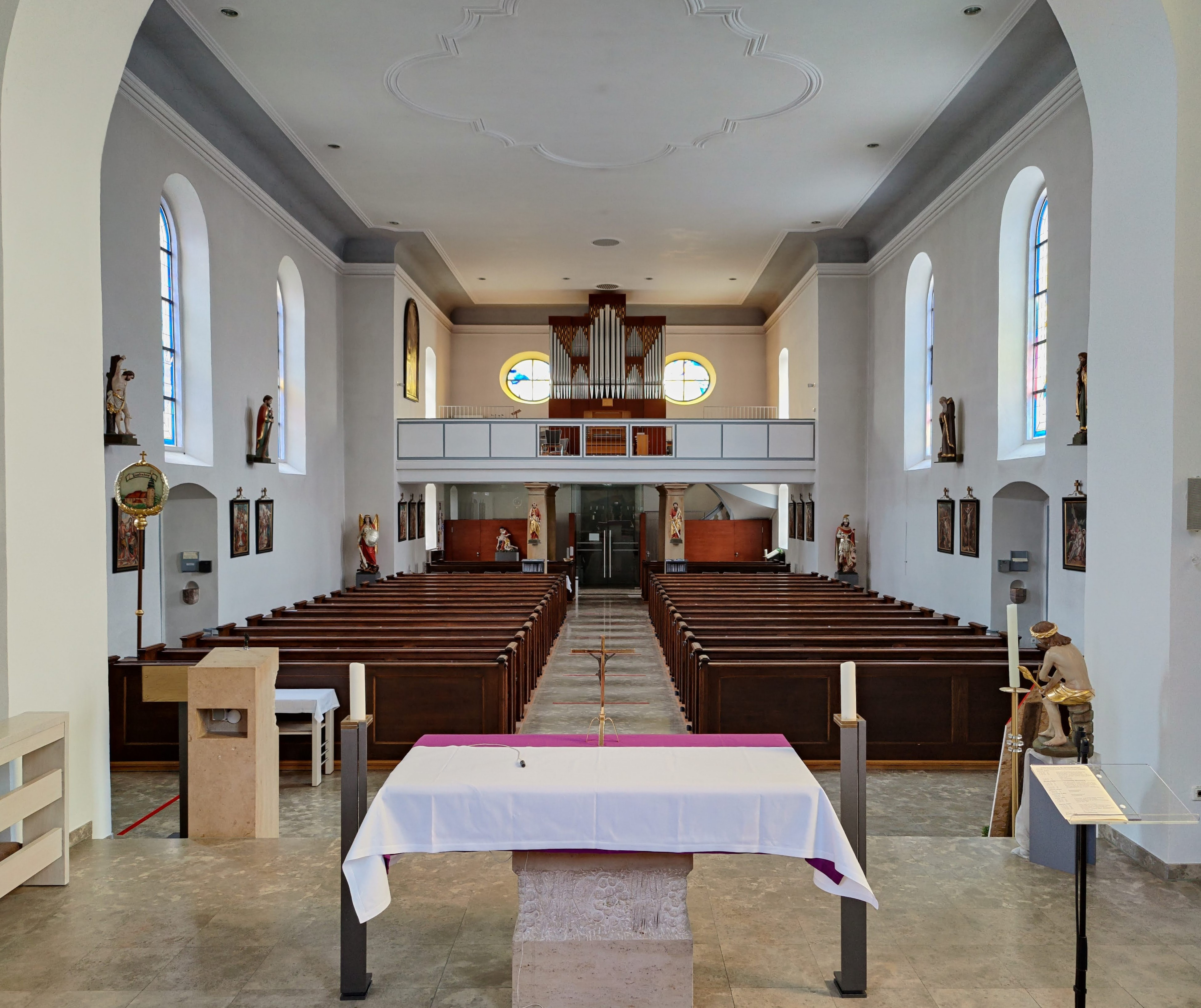
Innenraum, Blick zur Orgel (2022)

Seit 1684 ist Zapfendorf eine eigenständige Pfarrei. Die barocke Saalkirche wurde 1734–36 anstelle eines mittelalterlichen Vorgängerbaus errichtet. Der Chorturm entstand 1766–1768 nach einem Entwurf von Johann Thomas Nissler.
Im Zweiten Weltkrieg wurde das Gotteshaus am 1. April 1945 durch die Explosion eines Munitionszuges weitgehend zerstört. Erhalten blieben nur die Außenmauern des Langhauses sowie  des Turms. Der Wiederaufbau aus Quadermauerwerk erfolgte ab 1948. Das Langhaus wurde verlängert und im Bereich der drei mittleren Joche verbreitert. Die Kirche konsekrierte am 15. August 1949 der Bamberger Erzbischof Joseph Otto Kolb neu. Die Kirchenausstattung wurde nach und nach im modernen Stil geschaffen, so der Hochaltar von 1959. Der Abschluss des Wiederaufbaus war 1980 mit der Rekonstruktion des schiefergedeckten, mehrstufigen Helms des Kirchturms nach einem Entwurf von Erwin Schleich. Die Orgel mit 20 Registern auf zwei Manualen und Pedal wurde 2015 von Orgelbau Linder aufgestellt. Vier Register wurden von der Vorgängerorgel von Johannes Strebel von 1917 übernommen.